# Buchanania attenuata
Buchanania attenuata là một loài thực vật có hoa trong họ Đào lộn hột. Loài này được A.C.Sm. mô tả khoa học đầu tiên năm 1936.